# Phiala nivea
Phiala nivea är en fjärilsart som beskrevs av Butler 1878. Phiala nivea ingår i släktet Phiala och familjen Eupterotidae. Inga underarter finns listade i Catalogue of Life.